# 白石和子
白石 和子（しらいし かずこ、1951年8月18日 - ）は、日本の外交官。元特命全権大使（女性・人権人道担当兼北極担当大使）。過去には2012年（平成24年）1月17日から第2代リトアニア駐箚特命全権大使を務めた。

## 経歴・人物
東京都出身。1970年、女子学院高等学校卒業。1974年（昭和49年）上智大学外国語学部ロシア語学科を卒業し、外務省に入省する。1975年（昭和50年）ポーランドウッジ大学、ワルシャワ大学歴史学科に留学。
- 1977年（昭和52年） 在ポーランド大使館三等書記官[3]
- 1978年（昭和53年） 外務省欧亜局東欧課（ポーランド担当）[3]
- 1983年（昭和58年） 外務省領事局領事第二課[3]
- 1986年（昭和61年） 外務省条約局条約課課長補佐[3]
- 1990年（平成2年） 在ニューヨーク総領事館領事（プレス担当）[3]
- 1994年（平成6年） 外務省国際報道課課長補佐[3]
- 1997年（平成9年） 在ポーランド大使館一等書記官（政務班長）[3]
- 2001年（平成13年） 在アトランタ総領事館首席領事[3]
- 2003年（平成15年） 外務省条約局国際経済協定室長[3]
- 2004年（平成16年） 外務省総合外交政策局外交政策調整官[3]
- 2005年（平成17年） 外務省経済局世界貿易機関紛争処理室長[3]
- 2007年（平成19年）4月 在ポーランド大使館公使参事官（次席）[2][3]
- 2012年（平成24年）1月17日 リトアニア駐箚特命全権大使[2][3]
- 2015年（平成27年）6月26日 特命全権大使（女性・人権人道担当兼北極担当）[4]
- 2016年（平成28年）
  - 6月21日 同大使を退職[5]
  - 外務省参与（北極担当大使）[6]
  - 9月23日 ポーランド共和国功労勲章（英語版、ポーランド語版）カヴァレルスキ十字型章を受章[7]
  - 10月1日 東京家庭裁判所調停委員[8]
- 2018年（平成30年）6月26日　SCSK株式会社取締役（監査等委員）
- 2019年（平成31年）3月20日　三井海洋開発株式会社取締役

## 同期
- 佐々江賢一郎（12年駐米大使・10年外務事務次官・08年政務担当外務審議官）
- 林景一（11年駐英大使・08年内閣官房副長官補・08年駐アイルランド大使）
- 小田部陽一（11年ジュネーブ国際機関政府代表部大使・08年経済担当外務審議官）
- 吉川元偉（13年国連大使・10年OECD大使・09年アフガニスタン・パキスタン支援担当大使・06年駐スペイン大使）
- 高松明（11年駐スロバキア大使・科学技術振興機構理事・06年駐キューバ大使）
- 石田仁宏（08年駐アルゼンチン大使・05年駐ペルー大使・72年語学研修員採用、74年外務省公務員採用上級試験に合格して再入省）
- 四宮信隆（10年駐ポルトガル大使・07年駐ドミニカ共和国大使）
- 原田親仁（16年日露関係担当大使・11年駐露大使・08年駐チェコ大使）
- 目賀田周一郎（11年駐メキシコ大使・08年駐ペルー大使）
- 卜部敏直（11年駐フィリピン大使・07年駐アイルランド大使）
- 遠藤茂（09年駐サウジアラビア大使・07年駐チュニジア大使）
- 多賀敏行（12年駐ラトビア大使･09年駐チュニジア大使）
- 斉藤隆志（10年駐ミャンマー大使・06年駐セネガル大使）
- 城田安紀夫（10年駐ノルウェー大使・07年駐イラン大使・04年イラク復興支援等調整担当大使・01年駐カタール大使）
- 山本忠通（12年駐ハンガリー大使・10年アフガニスタン・パキスタン支援担当大使・08年ユネスコ日本政府代表部大使）
- 山中誠（11年駐ポーランド大使・10年科学技術担当大使・07年駐シンガポール大使）
- 佐藤重和（12年駐タイ王国大使・10年駐オーストラリア大使）
- 中根猛（12年駐独大使・09年ウィーン国際機関代表部大使）
- 黒木雅文（13年駐セルビア大使・09年駐カンボジア大使）
- 西ヶ廣渉（14年宮内庁宮務主管・12年駐ルクセンブルク大使・09年駐リビア大使）
- 吉澤裕（12年駐南アフリカ共和国大使・08年駐フィジー大使）
- 貞岡義幸（10年駐パラオ大使）
- 寒川富士夫（10年駐マラウイ大使）
- 沼田幹男（12年駐ミャンマー大使・11年外務省領事局長）
- 中北徹（07年アジア・ゲートウェイ戦略会議座長代理）